# Joan Wiffen
Joan Wiffen, nascida Joan Pederson (Nova Zelândia, 4 de fevereiro de 1922 - Hastings, 30 de junho de 2009) foi uma paleontóloga amadora neozelandesa. Descobriu o primeiro fóssil de dinossauro na Nova Zelândia quando ninguém acreditava haver tais fósseis no país.

## Biografia
Joan nasceu em 1922 e se criou em Havelock North. Como seu pai acreditava que meninas não precisavam estudar, Joan completou apenas o ensino fundamental e não terminou ensino médio. Aos 16 anos, ela integrou a Força Aérea Feminina Auxiliar da Nova Zelândia, na Segunda Guerra Mundial, onde serviu por 6 anos.

## Carreira
Em 1975, Joan descobriu seu primeiro fóssil de dinossauro no Vale Maungahounga. Até então, nenhum paleontólogo acreditava haver fósseis de qualquer dinossauro na Nova Zelândia. A descoberta de Joan consistia em um osso da cauda de um dinossauro terópode. Depois disso, Joan descobriria fósseis de um pterossauro, um anquilossauro, plesiossauro, mosassauro e um hipsilodonte. Em 1999, ela descobriria uma vértebra de um titanossauro em um distributário do rio Te Hoe.
Em 1994, Joan recebeu o título de doutora honorária em ciências pela Universidade de Massey. Em 1995, foi indicada a Comandante da Ordem do Império Britânico por suas contribuições à ciência. Em 2004 recebeu o Prêmio Morris Skinner da Sociedade de Paleontologia de Vertebrados da Nova Zelândia.

## Vida pessoal
Joan se casou em 1953 com Pont Wiffen, com quem teve um casal de filhos. Os dois viajaram pelo país e pela Austrália coletando minerais e fósseis, junto dos filhos. Ambos tinham grande interesse em ciências da Terra e paleontologia e muito contribuíram para coleções científicas na Nova Zelândia. Joan chegou a substituir o marido em algumas aulas de ciências de um curso noturno de geologia de onde ele era docente, em especial sobre dinossauros. Foi autora e co-autora de mais de 12 artigos científicos.

## Morte
Joan faleceu aos 87 anos, de causas naturais, em 30 de junho de 2009, no Hospital de Hastings.